# Kotlice-Kolonia
Kotlice-Kolonia – wieś w Polsce położona w województwie lubelskim, w powiecie zamojskim, w gminie Miączyn.
Miejscowość leży na południowo-wschodnim skraju gminy Miączyn, nad rzeką Siniochą, w obrębie Kotliny Hrubieszowskiej. Przez wieś przebiega droga powiatowa Kotlice-Honiatycze.
W latach 1975–1998 miejscowość administracyjnie należała do województwa zamojskiego.
Wieś jest sołectwem w gminie Miączyn. Według Narodowego Spisu Powszechnego z roku 2011 wieś liczyła 97 mieszkańców.
Wierni Kościoła rzymskokatolickiego należą do parafii Niepokalanego Poczęcia Najświętszej Maryi Panny w Dubie.

## Historia
Pierwsza wzmianka o miejscowości pochodzi z II połowy XVIII wieku, kiedy to we wsi istniał dwór należący do Rulikowskich.
Kaplica grobowa Rulikowskich z 1910 roku stoi na cmentarzu w Dubie. Zabudowania dworskie z wyjątkiem dworu zostały rozebrane. W budynku dworskim początkowo mieściły się mieszkania prywatne, poczta a później Urząd Gromadzkiej Rady Narodowej (ówczesny podział na gromady) Kotlice. W 1955 roku we wsi utworzono szkołę, która mieściła się w dawnym dworze po wyprowadzeniu się Urzędu Gromadzkiej Rady Narodowej. Szkoła prowadziła naukę do 1989 roku. Obecnie budynek dworski stoi pusty i bardzo szybko ulega degradacji.

## Wykaz sołtysów w Kotlicach Kolonii od 1972 roku
- Mieczysław Bajwoluk (1972-1976),
- Jan Greluk (1978-1986),
- Antoni Kaczoruk (1986-1990),
- Wiesław Paluch (1990-2011).